# Гилиц-Рец
Гилиц-Рец (њем. Gülitz-Reetz) општина је у њемачкој савезној држави Бранденбург. Једно је од 26 општинских средишта округа Пригниц. Према процјени из 2010. у општини је живјело 523 становника. Посједује регионалну шифру (AGS) 12070145.

## Географски и демографски подаци
Гилиц-Рец се налази у савезној држави Бранденбург у округу Пригниц. Општина се налази на надморској висини од 50–70 метара. Површина општине износи 24,3 km². У самом мјесту је, према процјени из 2010. године, живјело 523 становника. Просјечна густина становништва износи 22 становника/km².